# 卡爾十五世
瑞典國王卡爾十五世（瑞典語：Karl XV，1826年5月3日—1872年9月18日），即挪威國王卡爾四世（挪威語：Karl IV），本名卡爾·路德維格·歐根（瑞典語：Karl Ludvig Eugen），1859年—1872年在位。

## 早年
卡爾於1826年在斯德哥爾摩王宮出生，即獲封為斯科訥公爵。他曾受教於哲學家克里斯托法·雅各布·博斯特倫和歷史學家弗雷德里克·費爾德南德·卡爾松，1843年和1845年入讀烏普薩拉大學，1844年春在奧斯陸求學。他喜歡藝術，藝術學院教授隆德奎斯特和水彩畫家約翰·克里斯蒂安·貝爾耶都是他的藝術老師。他在1856年獲任命為挪威副王，在挪威期間常常在郊外寫生。
1850年代時，斯堪的納維亞各國關係十分良好，瑞典和挪威的卡爾王儲和丹麥國王弗雷德里克七世自1846年在哥本哈根會面後，一直都是好朋友。卡爾希望推動各國在政治上的合作。1857年夏，奧斯卡一世患上重病，瑞典和挪威議會通過由卡爾王儲攝政。

## 國王
奧斯卡一世在1859年7月8日病逝，卡爾繼位為瑞典及挪威聯合王國國王。他在位期間，瑞典和挪威的關係轉趨惡化。
他熱心於泛斯堪的納維亞主義，但未能如願。他在1863年7月和弗雷德里克七世在斯庫德斯堡會談後，答應丹麥首相卡爾·克里斯蒂安·霍爾，瑞典會協助丹麥防衛石勒蘇益格。然而，兩國正式協商前，卡爾便因國內政治形勢而被迫放棄支援丹麥。
他的北歐政策未能成功，但國內法治則見強化。正如他的格言「國家以法律建成（Land skall med lag byggas）」，他進行了瑞典的法律改革，社區法（1862年）、教會法（1863年）和刑罰法（1864年）都沿用至今。他也進行了以路易斯·德·吉爾為首的議會改革，1866年廢除了四院制，建立了現時的瑞典議會。1876年，他任命路易斯·德·吉爾為瑞典第一任首相。
他也推動基礎建設和工業化，下令建造了瑞典最大的鐵路。1863年在他統治下，瑞挪聯合王國擁有在上海公共租界的權益，亦是公共租界工部局一員。1868年11月，瑞典挪威聯合王國和日本簽訂「友誼、貿易和航海條約」。根據《橫濱條約》，日本開放函館、橫濱、長崎、神戶和大坂給瑞典商旅經商，瑞典-挪威可往這些商埠派駐外交人員，而且瑞典人和挪威人享有領事裁判權。
他在1872年9月18日死於馬爾默。由於他的兒子早夭，当时的继承法不许他的女儿路易丝继位，他意图修改继承法未果，所以由三弟奧斯卡二世繼位。

## 個人
卡爾十五世的詩作於1863年和1865年出版，後來翻譯為法語、英語、匈牙利語、意大利語、荷蘭語、德語、丹麥語和挪威語。他鼓勵瑞典和挪威的藝術發展，除了加入了藝術學院外，自己也購入了很多藝術品。他的收藏包括400多名瑞典畫家的500多張畫作，死後捐為國有，大幅增加了國家博物館的斯堪的納維亞藝術品。他的畫作可見於國家博物館、議會大樓、藝術學院、哥德堡博物館、挪威國家美術館和瑞典各王宮。

## 後裔
1850年卡爾十五世與荷蘭王子弗雷德里克的長女荷蘭的路易絲結婚，共有一子一女：
- 路易莎·约瑟芬娜·尤金妮娅（Lovisa Josefina Eugenia，1851年10月31日－1926年3月20日），丹麥王后
- 卡爾·奧斯卡·威尔海姆·弗雷德里克（Carl Oscar Vilhelm Fredrik，1852年12月14日－1854年3月13日），南曼蘭公爵，早夭

雖然卡爾十五世的愛女路易莎，未能繼承瑞典王位，但日後許多丹麥和挪威君王也同時是路易莎的後裔。路易莎嫁予丹麥國王弗雷德里克八世，誕下了卡爾王子和克里斯蒂安王子。1905年挪威獨立後，卡爾王子被挪威國會立為國王哈康七世；克里斯蒂安王子於1912年繼承丹麥王位，是為克里斯蒂安十世。
現任挪威國王哈拉爾五世的父系和母系先祖都擁有卡爾十五世的血統。
卡爾十五世有一个私生子卡尔·约翰·勃兰德（Carl Johan Bolander）。著名赞美歌作家，主教尼尔斯·勃兰德是他的儿子。